# 日本デジタル研究所
株式会社日本デジタル研究所（にほんデジタルけんきゅうじょ、Japan Digital Laboratory Co., Ltd.、略称：JDL）は、東京都江東区に本社を置き、財務会計ソフトウェアや専用コンピュータシステムの開発・製造･販売を行っている日本の企業。2015年、『JDL IBEXクラウド組曲Major』の提供を開始。会計事務所と顧問先のインターネット連携強化に注力。

## 概要
会計システムに特化したコンピュータメーカーであるが、ハードウェア、ソフトウェア、サービスを全て自社で開発・提供しており、実際はISVに近い。1998年頃まではOSを含めたミドルウェアを全て自社で開発していたが、近年ではOSをWindowsへ切り替えつつ、自社の会計ソフトやファイアウォールを標準でインストールする経理用PCを主力としている。現在でもマザーボードや電源は自社設計とし、ノートサイズ機ではテンキーや自社ソフト用のファンクションキーを追加した「財務キーボード」と称する独自配列を採用するなど、ハードウェアにおいても会計業務に特化した製品を主力としている。
また大規模な経理処理システムとして、ハードウェアから自社で設計したサーバも販売している。
主力は法人分野だが、個人事業主向けにも出納や給与管理ソフトなどを販売している。
2016年12月に、筆頭株主の有限会社ジェイ・ディ・エル技研が行った株式公開買付けの結果、議決権所有割合ベースで94.43%の株式を取得した。さらに株式売渡請求により、2017年2月9日に有限会社ジェイ・ディ・エル技研の完全子会社となっている。

## 所在地
- 本社（東京都江東区）
- 札幌研究開発センター（北海道江別市）
- 松本研究開発センター（長野県松本市）
- 郡山研究開発センター（福島県郡山市）
- 郡山工場（福島県郡山市）

## サイバー会計事務所構想
JDLでは、経営改善に向けた顧問先企業からの要求や期待にたえ、同業他事務所との競争に勝ち抜くためのソリューションとして『サイバー会計事務所』構想を提唱し、この構想に従ったスケーラブルなシステムを提供している。
サイバー会計事務所とは
会計処理の自計化・電算化　顧問先にJDLコンピュータシステムを導入し記帳業務を顧客自らが行うよう指導し、あわせて顧客業務全体のIT化を促進することにより、事務所の記帳タスクを軽減する。
ネットを利用した会計帳票授受の効率化　記帳データはネットにより会計事務所に送付し、会計事務所は事務所内にて会計監査を終了させる。また、また、会計事務所にて作成する月次資料についても、電子化・ネット送付を行う。このことにより、顧客訪問の手間を減少させ、顧客先・会計事務所双方の処理待ち時間を軽減する。
経理情報のデータベース化による経営資料作成の支援　作業効率向上にともない創出された余裕を利用して顧問先の実情に応じた分析資料を作成することができるようにするため、経理情報をデータベース化し必要に応じた検索・集計機能を提供する。
収入の増加　上記３点を利用した会計業務プロセスの高度化・迅速化により、会計事務所サービスの質的向上と顧客の業績向上に資し、会計事務所の収入向上につなげる。
統合サービスの提供による顧問先のIT化促進支援　顧問先の電算化指導・業務のペーパレス化・ネットを利用した情報共有・ホームページ作成の実施及び支援などのサービスをあわせて提供し、顧問先のIT化・業務効率化を実現する。
であるとしている。

## 社有機
アグスタ A109を2機保有している（JA6935、JA6937）。

## グループ企業
- アイベックスエアラインズ
JDL本体と前澤和夫の持株を合わせると過半数に達するため、連結子会社となっているが、JDL本体の持株は過半数に達していないため、JDLには航空法による外資規制がかからない。